# Uhličitan měďnatý
Uhličitan měďnatý je modrozelená, anorganická, krystalická látka se vzorcem CuCO3, bez zápachu, ale s nepříjemnou chutí. V přírodě se vyskytují dva nerosty, které jsou založeny na uhličitanu měďnatém, avšak mají navíc hydroxidové skupiny.
Jsou to malachit se vzorcem Cu2(OH)2CO3; a azurit, se vzorcem Cu3(OH)2(CO3)2.

## Výroba
Tato látka se vyrábí reakcí měďnaté soli (zpravidla síranu měďnatého, ale může být i chlorid či octan měďnatý) s uhličitanem sodným:

CuII+(aq) + Na2CO3 (aq) → CuCO3 (s) + 2Na+I (aq)

### Samovolný vznik
Předměty z mědi působením kyslíku, oxidu uhličitého a vody vzniká korozivní vrstva zvaná měděnka, což je těžko oddělitelná směs uhličitanu měďnatého a hydroxidu měďnatého se zapisovaným vzorcem Cu(OH)2·CuCO3. Tato reakce se dá vystihnout rovnicí:

2Cu (s) + H2O (g) + CO2 (g) + O2 (g) → Cu(OH)2·CuCO3 (s)

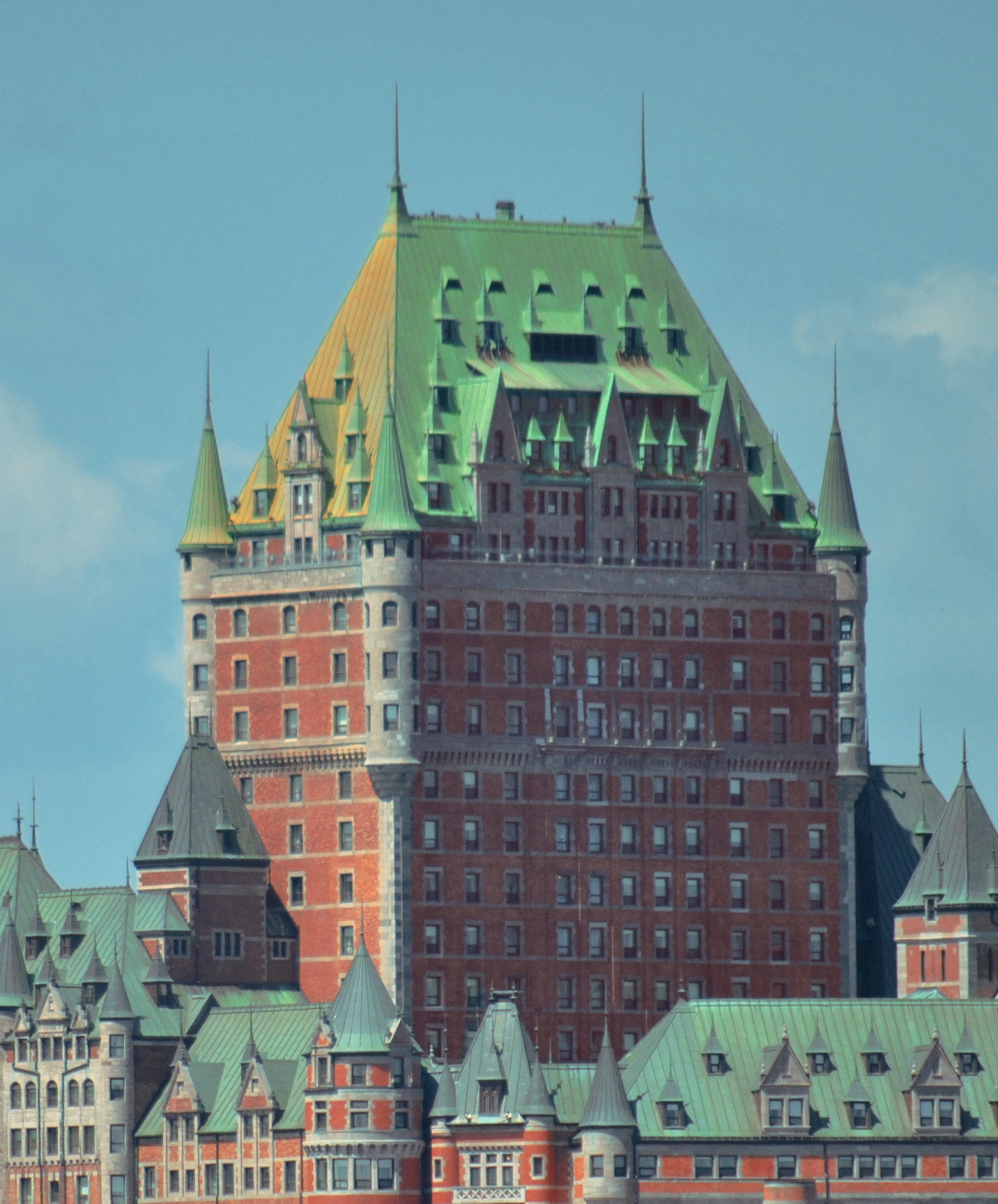
Château Frontenac v Kanadě, s měděnkou na střeše

## Reakce
Při zahřívání na 290 °C se tato látka rozpadá za vzniku oxidu měďnatého a oxidu uhličitého, dle rovnice:

CuCO3 —t→ CuO + CO2

Tato látka reaguje s kyselinami za vzniku příslušných měďnatých solí a oxidu uhličitého. Příkladem je reakce s kyselinou sírovou, dle rovnice:

CuCO3 + H2SO4 → CuSO4 + H2O + CO2

Takto lze připravit soli i poměrně slabých, organických kyselin.

## Využití
Nerosty obsahující tuto látku byly dříve používány jako drahé kameny, později byly používány v rozdrcené formě jako líčidla. Historicky se tato látka používala jako ruda mědi, dnes však je to poměrně bezvýznamná ruda. Tato látka se dnes využívá na výrobu měďnatých solí organických kyselin.

## Bezpečnost
Tato látka v případě požití v žaludku vytváří chlorid měďnatý. Ten může působit toxicky ve velkém množství, nevratně totiž poškozuje enzymy, dále při častém kontaktu s látkou může vzniknou alergie, avšak je to poměrně neobvyklá alergie. LD50 je při orálním podání kryse asi 160 mg/kg.